# Gunther Kress
Gunther Rolf Kress MBE (Fürth, 18 de de março de 1940 - Roma, 20 de junho de 2019) foi um linguista e semioticista. É considerado um dos principais teóricos dos campos da análise crítica do discurso, da semiótica social e da multimodalidade, particularmente em relação às suas aplicações educacionais. Em 2012, foi nomeado membro da Ordem do Império Britânico por serviços à academia, sendo também doutor honoris causa por diversas universidades. Kress foi descrito como "um dos principais acadêmicos do início do século XXI".

## Vida e carreira acadêmica

### Início
Kress nasceu na Alemanha em 1940. Aos catorze anos, deixou o colégio e se tornou um aprendiz de artesão. Esta experiência teria sido um dos motivos para o seu interesse "pela materialidade das coisas com que você trabalha". Aos dezesseis anos, emigrou com sua família para a Austrália e, embora não falasse inglês, começou a trabalhar numa oficina de preparação de peles. Após alguns anos, para "poder pensar", começou a frequentar cursos na faculdade durante a noite, depois de trabalhar. Como gostava de literatura, decidiu cursar linguística (à época, majoritariamente gerativa), o que, segundo ele, "não ajudou muito a entender literatura", mas lhe deu "ferramentas específicas".

### Carreira acadêmica

#### Linguística sistêmico-funcional, análise crítica do discurso e sociossemiótica
Em 1966, depois de se graduar na Universidade de Newcastle, voltou à Alemanha para lecionar na Universidade de Kiel como falante "nativo" de inglês australiano. Nesse ambiente, estava em constante contato com a linguística chomskyana, o que não lhe agradava "por causa da separação entre significado e forma". Depois de um ano em Kiel, mudou-se para o Reino Unido, onde trabalhou na Universidade de Kent como pesquisador em linguística aplicada. Lá, entrou em contato com a obra de Michael Halliday, cuja abordagem sistêmico-funcional lhe "pareceu o tipo certo de linguística". Por isso, fez uma especialização de dois anos com Halliday na University College em Londres, formando-se em 1971.
Em 1975, organizou uma coleção de artigos de Halliday sob o título de Halliday: system and function in language, o que sedimentou a denominação da teoria de Halliday como "sistêmico-funcional". No final dos anos 1970, na Universidade de East Anglia, começou a desenvolver pesquisas sobre perspectivas marxistas em linguística, o que culminou na publicação de Language as ideology (1979), escrita com Bob Hodge e considerada uma das primeiras obras em análise crítica do discurso. Durante os anos 1980, ainda com Hodge, prosseguiu tal trabalho, agora pensando em atividades semióticas não-verbais, o que resultou, em 1988, na publicação de Social Semiotics, obra fundamental para a sociossemiótica. No mesmo ano, tornou-se doutor em letras pela Universidade de Newcastle.

#### Multimodalidade e educação
Em 1985, novamente na Austrália, conheceu Theo van Leeuwen, com quem começou a desenvolver uma abordagem sociossemiótica para imagens, participando também do "Círculo de Semiótica de Newtown". Em 1990 (com uma versão mais completa e mais amplamente divulgada em 1996), Kress e van Leeuwen publicaram Reading Images, considerada uma das obras seminais nos estudos de multimodalidade. No início da década de 1990, Kress voltou ao Reino Unido, onde se tornou catedrático no Instituto de Educação da University College em Londres. Lá, foi professor da área de inglês de 1991 a 2008 e, a partir deste ano, professor de semiótica e educação; de 2006 em diante dirigiu o Centro para Pesquisa Multimodal. Isso o levou a um maior foco em abordagens pedagógicas para a sociossemiótica e a multimodalidade, o que fez até o fim de sua vida, colaborando com pesquisadores como Carey Jewitt, Andrew Burn, Staffan Selander e Jeff Bezemer.

### Morte
Kress faleceu em 20 de junho de 2019, em Roma, a caminho de uma palestra em uma conferência sobre multimodalidade, devido a problemas cardíacos.

## Prêmios
Kress recebeu os seguintes prêmios e honrarias ao longo de sua carreira:
- 1992: Doutor honoris causa da Universidade de Tecnologia de Sydney;
- 2012: nomeado Membro da Ordem do Império Britânico;
- 2015: Doutor honoris causa da Faculdade de Ciências da Educação da Universidade de Uppsala;
- 2018: Doutor honoris causa da Faculdade de Humanidades da Universidade do Sul da Dinamarca;
- 2019: Doutor honoris causa da Faculdade de Artes e Humanidades da Universidade de East Anglia (póstumo).